# Kanton Escalquens
 Escalquens  is een kanton van het Franse departement Haute-Garonne. Het kanton maakt deel uit van de arrondissementen Toulouse (34) en Muret (1).
In 2020 telde het 45.959 inwoners.

Het kanton werd gevormd ingevolge het decreet van 13 februari 2014, met uitwerking op 22 maart 2015, met Escalquens als hoofdplaats.

## Gemeenten
Het kanton omvat volgende gemeenten:
- Aignes
- Aigrefeuille
- Ayguesvives
- Auragne
- Baziège
- Belberaud
- Belbèze-de-Lauragais
- Caignac
- Calmont
- Corronsac
- Deyme
- Donneville
- Escalquens
- Espanès
- Fourquevaux
- Gibel
- Issus
- Labastide-Beauvoir
- Lauzerville
- Mauvaisin
- Monestrol
- Montbrun-Lauragais
- Montgeard
- Montgiscard
- Montlaur
- Nailloux
- Noueilles
- Odars
- Pompertuzat
- Pouze
- Préserville
- Saint-Léon
- Sainte-Foy-d'Aigrefeuille
- Seyre
- Varennes